# 范氏玉瓊
嘉慶皇太后（越南语：／，？—？（某年農曆四月十六日）），名范氏玉瓊（越南语：／），越南後黎朝皇太后。黎昭宗妻子、黎莊宗之母。
范氏玉瓊是清華處紹天府瑞源縣高峙冊（今屬清化省玉勒縣）人，在黎昭宗為帝時未被提及。1532年安清侯阮淦於岑州將黎昭宗之子黎寧迎接到了哀牢，立之為帝，後尊黎寧的母親范氏玉瓊為皇太后，是為嘉慶皇太后。她去世時間不詳，葬於阮舍社。